# معركة ياقوصة
معركة ياقوصة معركة بين جيش المسلمين وجيش الإمبراطورية البيزنطية وقعت في 634 م وهي إحدى معارك الفتح الإسلامي لبلاد الشام وانتهت بانتصار المسلمين.

## الوضع قبل المعركة
بعد معركة أجنادين، تلقى توماس صهر الملك البيزنطي هرقل أخباراً بتوجه جيش المسلمين بقيادة خالد بن الوليد نحو دمشق. فأرسل توماس مجموعة من الجنود لتحارب المسلمين في ياقوصة بالقرب من نهر اليرموك.

## الالتحام
التحم الطرفان في منتصف أغسطس 634 م حيث تمكن جيش المسلمين من الانتصار ومن ثم التقيا في معركة مرج الصفر ليتمكن المسلمون من متابعة طريقهم نحو فتح دمشق.